# Релиф-питчер

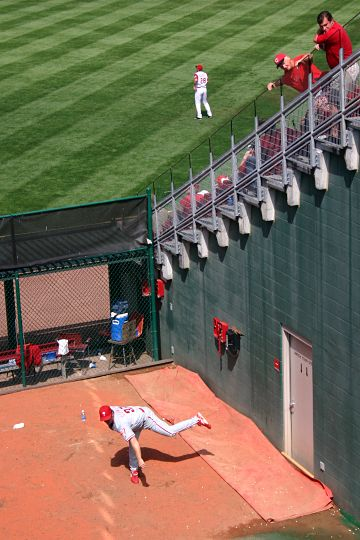
Релиф-питчер разминается в буллпене по ходу игры

Релиф-питчер (англ. Relief pitcher) или реливер (англ. Reliever) — в бейсболе или софтболе это питчер, сменяющий по ходу игры стартового питчера из-за его повреждения, неэффективности, усталости, изгнания с поля или в случае какой-то конкретной ситуации.
Чаще всего релиф-питчер вступает в игру в районе 5 или 6 иннинга — к этому времени стартовый питчер команды обычно проводит около 100 подач. Как правило, релиф-питчер имеют относительно низкий показатель ERA (в районе 3.00), что связано с небольшим количеством проведенных на поле иннингов.

## Типы релиф-питчеров
- Клоузер (питчер, закрывающий игру) — обычно появляется на поле в последнем, 9 иннинге с целью сохранить имеющееся очковое преимущество команды над соперником.
- Сетап (или сетап мэн) — обычно появляется на поле в 7 или 8 иннинге с заданной установкой тренера.
- Леворукий специалист — выпускается с целью нейтрализовать леворукого беттера или усложнить задачу праворукому.
- Долгосрочный релиф-питчер — появляется на поле из-за ранней замены стартового питчера в период до 4 иннинга включительно.
- Краткосрочный релиф-питчер — выпускается на поле на небольшой срок для выполнения рутинной работы.